# Палеш, Марек
Марек Палеш (словац. Marek Páleš; род. 8 июля 1994, Прьевидза)  — словацкий гандболист, выступающий за словацкий клуб ГК Татран Прешов.

## Карьера

#### Клубная
Марек Палеш начал профессиональную карьеру в 2011 году в клубе ГК Татран Прешов, выиграв в составе Татран Прешов выиграл чемпионат Словакии. В 2014 году Марек Палеш стал игроком ГК Шаля. В 2016 году Марек Палеш вернулся в ГК Татран Прешов.

#### Сборная
Марек Палеш выступал за молодёжную сборную Словакии (до 21 лет). Марек Палеш вызывается в сборную Словакии.

## Награды
- Победитель чемпионата Словакии: 2014

## Статистика
Статистика Марека Палеша в сезоне 2016/17 указано на 30.5.2017
| Сезон        | Клуб             | Лига       | Матчи | Голы | 7-метр | Голы |
| ------------ | ---------------- | ---------- | ----- | ---- | ------ | ---- |
| 2016-17      | ГК Татран Прешов | Екстралига | 33    | 33   | 0      | 33   |
| 2016–по н.в. | Итого            | Екстралига |       |      |        |      |